# Portret Teodory Matejko (z domu Giebułtowskiej) w stroju ślubnym
Portret Teodory Matejko (z domu Giebułtowskiej) w stroju ślubnym – obraz olejny na płótnie autorstwa Jana Matejki znajdujący się w zbiorach Muzeum Narodowego w Warszawie (numer identyfikacyjny MP 436 MNW). Prezentowane w muzeum dzieło jest repliką obrazu z 1865 roku (zniszczonego w 1876 roku) wykonaną przez malarza w 1879 roku na podstawie fotografii pierwowzoru.

## Opis obrazu
Obraz przedstawia Teodorę Matejkową – żonę malarza – w stroju ślubnym, który nawiązuje do kroju staropolskiego kontusza. Młoda kobieta w białej sukni siedzi na sofie obitej czerwoną tapicerką, na tle czerwonobrązowej ściany. Twarz jest okrągła, mocno zarysowane brwi, duże wyraziste oczy. Brązowe włosy zaczesane do góry częściowo są przysłonięte długim, koronkowym, białym welonem. Płatki uszu zdobią duże, zwisające, w owalnym kształcie kolczyki.
Suknia składa się z szerokiej spódnicy i bluzki z bufiastymi rękawami z połyskliwego atłasu. Na wierzchu znajduje się płaszcz koloru ecru, z kaszmirowej wełny, krojem przypominający staropolski kontusik – z rozciętymi rękawami, ze stójką z falbanką, z ozdobnymi haftkami. Płaszcz jest zapięty pod szyją dużą, owalną broszą z miniaturowym portretem Tadeusza Kościuszki. Wokół stójki widoczny jest złoty wisiorek. Na wysokości pasa Teodora ułożyła przedramiona jedno nad drugim (lewa ręka pod spodem). Na nadgarstku prawej ręki znajduje się złota, gruba bransoletka, a na najmniejszym palcu pierścionek.
Teodora w trakcie pozowania do obrazu miała 18 lat, Matejko uwiecznił ją jednak jako stateczną, poważną kobietę wyglądającą na starszą niż w rzeczywistości. Suknia ślubna Teodory została zaprojektowana przez Jana Matejkę, a wykonana przez bocheńskiego krawca Ryparka.

## Dzieje obrazu
Pierwszy obraz powstał w 1865 roku. Nie przetrwał on, ponieważ Teodora zniszczyła obraz w 1876 roku (nożem pocięła płótno na kawałki). Powodem takiego czynu było odkrycie obrazu „Kasztelanka”, do którego pozowała nastoletnia siostrzenica Teodory – Stanisława Serafińska. Drugą wersję portretu Jan Matejko namalował w 1879 roku na podstawie fotografii zniszczonego obrazu.